# Jacob Jusu Saffa

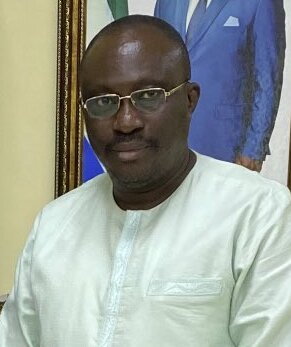
Jacob Jusu Saffa

Jacob Jusu Saffa (* 20. Jahrhundert) ist ein sierra-leonischer Politiker der Sierra Leone People’s Party (SLPP). Er vom 30. April 2021 bis April 2023 Chief Minister seines Heimatlandes im Kabinett Bio II.
Vom 4. Mai 2018 bis 30. April 2021 war er Finanzminister und hat seitdem das Ressort als Chief Minister ebenfalls unter sich.

## Lebensweg
Saffa hält einen Bachelor of Science (Hons) in Wirtschaftswissenschaft des Fourah Bay College der University of Sierra Leone. Zudem erhielt er einen Master of Arts in Wirtschaftsentwicklung und -planung des United Nations Institute for Economic Development and Planning aus Dakar im Senegal.
Seine berufliche Laufbahn begann Saffa als Wirtschaftsplaner im Ministerium für Entwicklung und Wirtschaftsplanung. Zwischen 1994 und 2002 arbeitete er als Lehrbeauftragter in der wirtschaftswissenschaftlichen Fakultät des Fourah Bay College. 2005 bis 2011 war er Generalsekretär der SLPP.
Saffa war vor der Wahl von Julius Maada Bio zum Staatspräsidenten im Schattenkabinett vertreten. Er war dort Leiter der Abteilung für Wirtschaftsentwicklung.